# Pseudoconnarus macrophyllus
Pseudoconnarus macrophyllus är en tvåhjärtbladig växtart som först beskrevs av Poeppig, och fick sitt nu gällande namn av Radlkofer. Pseudoconnarus macrophyllus ingår i släktet Pseudoconnarus och familjen Connaraceae. Inga underarter finns listade i Catalogue of Life.